# Нахль (Оман)
Нахль (араб. نخل‎) — город в провинции Эль-Батина Султаната Оман, центр одноимённого вилайета. Расположен в 40 км к югу от Оманского залива, примерно в 90 км к юго-западу от Маската. Население по переписи 2003 года составляло 16 372 человека. По оценке 2010 года население достигало 18 118 человек.

## Достопримечательности

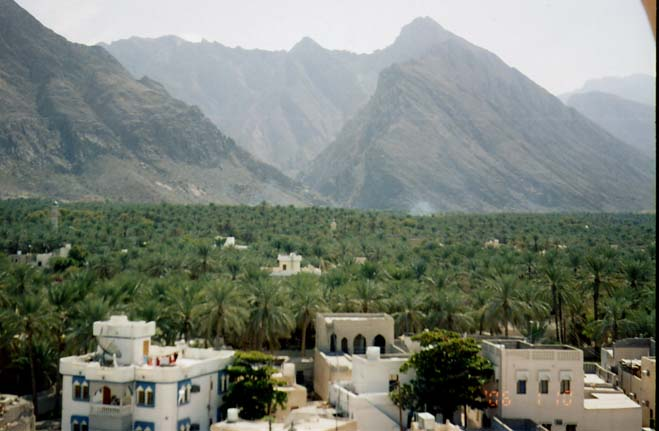
Финиковые рощи

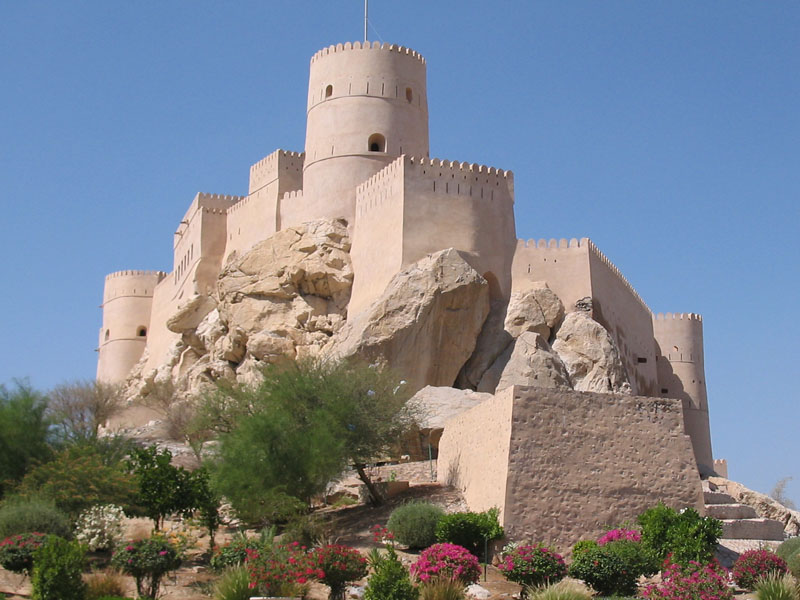
Форт Нахль

В Нахле расположен один из наиболее красивых и крупных исторических фортов, окружённый с трёх сторон финиковой рощей. Форт стоит на 200-метровом холме у подножия гор Восточные Хаджары. Считается, что он был построен ещё в доисламские времена. Сейчас в форте располагается музей. Входной билет стоит 500 байсов. Рядом протекает горячий ручей Вади-эль-Абьяд, в котором водятся маленькие пресноводные рыбки. Ручей не пересыхает даже в самое жаркое лето.

## Вилайет Нахль
К вилайету относятся несколько деревень, население работает в государственных и частных предприятиях, задействовано в сельском хозяйстве, разведении домашнего скота. Основные сельхозкультуры: финики, гранат, персики, абрикосы, виноград, грецкий орех, айва. В вилайете имеется ещё несколько менее известных фортов и отдельных башен.